# سردار گوک‌خان
سردار گوک‌خان (ترکی استانبولی: Serdar Gökhan؛ زادهٔ ۱۵ مارس ۱۹۴۳) هنرپیشه اهل ترکیه است. وی از سال ۱۹۷۱ میلادی تاکنون مشغول فعالیت بوده‌است.

## قسمتی از فیلمشناسی
- راننده سربلند
- سه دلباخته